# 劉濟 (萬曆進士)
劉濟（1569年—？），直隶廬州府合肥县人，明朝官员。

## 生平
萬曆十九年（1591年）辛卯科应天鄉試舉人，二十六年（1598年）戊戌科三甲一百七十名進士，户部觀政，二十七年授蠡县知县，二十九年调任清苑县知县。

## 家族
曾祖劉仲禮。祖劉芳。父劉廷瑞，寿官。